# The Mighty Barnum
The Mighty Barnum is een Amerikaanse dramafilm uit 1934 onder regie van Walter Lang. De film werd destijds in Nederland uitgebracht onder de titel De circuskoning.

## Verhaal
De drogist Phineas T. Barnum zet zelf een circusvoorstelling op touw om de aandacht te vestigen op zijn handelszaak. Dat rariteitenkabinet heeft zoveel succes dat hij ermee gaat rondtoeren in de Verenigde Staten. Hij wordt bovendien verliefd op de Zweedse operazangeres Jenny Lind.

## Rolverdeling
| Acteur           | Personage          |
| ---------------- | ------------------ |
| Wallace Beery    | Phineas T. Barnum  |
| Adolphe Menjou   | Bailey Walsh       |
| Virginia Bruce   | Jenny Lind         |
| Rochelle Hudson  | Ellen              |
| Janet Beecher    | Nancy Barnum       |
| Tammany Young    | Todd               |
| Herman Bing      | Boer Schultz       |
| Lucille La Verne | Joice Heth         |
| George Brasno    | Generaal Tom Thumb |
| Olive Brasno     | Lavinia Thumb      |
| Richard Brasno   | Gilbert            |
| May Boley        | Vrouw met de baard |
| John Hyams       | J.P. Skiff         |
| R.E. Madsen      | Reus van Cardiff   |
| Ian Wolfe        | Zweedse consul     |